# 鄭余亮
鄭余亮（1983年1月20日—），為台灣的棒球選手之一，曾效力於中華職棒米迪亞暴龍隊，守備位置為投手，2008年球季結束因涉及職棒簽賭案，依照中華職棒聯盟條例規定永不錄用。

## 經歷
- 台北縣中港國小少棒隊
- 台北縣新莊國中青少棒隊
- 桃園縣桃園農工青棒隊
- 輔仁大學棒球隊（中興保全）
- 台灣之星棒球隊（業餘乙組）
- 中華職棒La New熊
- 中華職棒米迪亞暴龍
- 桃園縣桃農OB聯隊

## 外部連結
- 鄭余亮在台灣棒球維基館上的頁面（繁體中文）